# 330. strelska divizija (ZSSR)
330. strelska divizija (izvirno rusko 330. стрелковая дивизия; kratica 330. SD) je bila strelska divizija Rdeče armade v času druge svetovne vojne.

## Zgodovina
Divizija je bila ustanovljena avgusta 1941 v Tuli.